# Streblocera gigantea
Streblocera gigantea är en stekelart som beskrevs av Chen och Van Achterberg 1997. Streblocera gigantea ingår i släktet Streblocera och familjen bracksteklar. Inga underarter finns listade i Catalogue of Life.